# Victor Occellier

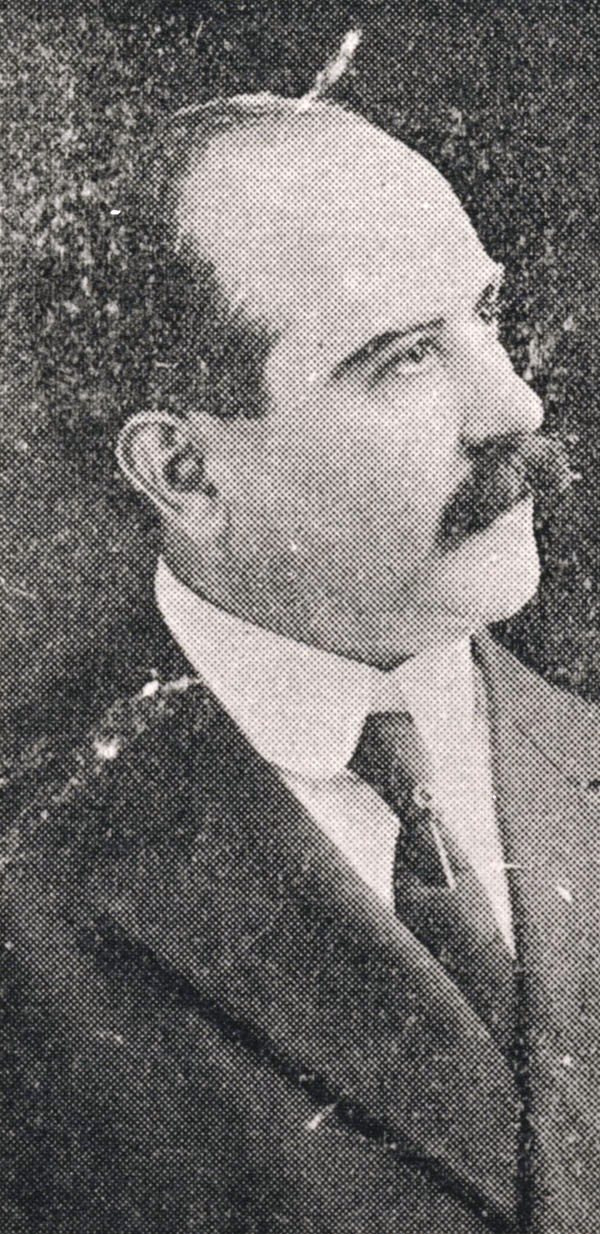
Victor Occellier

Victor Occellier (* um 1865 in Italien; † 3. Dezember 1916 in Québec) war ein amerikanisch-kanadischer Sänger (Bariton).

## Leben
Occellier studierte in Frankreich und begann dort seine Laufbahn als Opernsänger. Mit der Opernkompanie Durieu-Nicosias, der auch Salvator Issaurel angehörte, kam er 1899 nach Kanada und trat in Montreal und Quebec u .a. in der Titelrolle von Rossinis Wilhelm Tell auf.
Nachdem sich die Gruppe in Kuba aufgelöst hatte, ging Occellier nach New York und debütierte 1900 an der Metropolitan Opera als Valentin in Gounods Faust. Nach Ende Saison ging er nach Montreal und trat von 1900 bis 1906 als Interpret von Balladen und Operettenmelodien am Sohmer Park auf.
1906 verabschiedete er sich mit einem Auftritt als Rigoletto in Verdis Oper am Monument national von der Opernbühne und ließ sich als Lehrer und Konzertsänger in Québec nieder. Eine seiner Schülerinnen war Adrienne Roy-Villandré. Von Occelier sind fünf Aufnahmen für die Berliner Gramophone Company (u. a. Ô Canada, mon pays, mes amours und L’Aquillon) und eine Aufnahme bei Columbia Records erhalten.